# Герб Калинівського району
Герб Кали́нівського райо́ну затверджений 14 грудня 2007 р. рішенням Калинівської районної ради.

## Опис
Щит розтятий і перетятий зліва срібною балкою. На першій лазуровій частині золоте сонце з людським обличчям. На другій золотій — червоний кетяг калини з зеленим листком. На третій червоній золотий сніп пшениці в стовб. Щит облямований вінком з двох золотих колосків і зелених дубових листків, оповитих синьо-жовтою стрічкою, і прикрашений золотим рослинним декором.
Комп'ютерна графіка — В. М. Напиткін.